# Claude Aimable Vincent de Roqueplant de L'Estrade
Claude Aimable Vincent de Roqueplant baron de L’Estrade, né le 6 avril 1729 à au Puy (Haute-Loire), mort le 3 décembre 1819 à Perpignan (Pyrénées-Orientales), est un général de division de la Révolution française.

## États de service
Il entre en service en 1746 comme cadet au régiment de Lyonnais, et il est blessé le 11 mai 1745 à la bataille de Fontenoy. Il devient lieutenant en second le 9 novembre 1747, lieutenant en premier le 4 mai 1748, et il est réformé en 1749.
Il reprend du service le 26 juillet 1752 comme enseigne, il est nommé lieutenant le 1er avril 1754, lieutenant de grenadier le 6 février 1756, et capitaine le 7 février 1757. Il participe à la Guerre de Sept Ans en Allemagne en 1761 et 1762. Il est fait chevalier de Saint-Louis le 19 février 1763.
Le 1er juillet 1774 il devient capitaine de grenadiers, et il rejoint le 26 avril 1776 le régiment de Maine. Il est promu capitaine commandant de chasseurs le 6 juin 1776 et lieutenant-colonel du régiment de Gâtinais l'année suivante. Il fait la campagne des Amériques de 1777 à 1783 et il est nommé brigadier à l’issue du siège de Yorktown le 5 décembre 1781, et chevalier de l’ordre de Cincinnatus.
Il est promu maréchal de camp le 9 mars 1788, employé dans la Haute-Loire le 7 mai 1792.
Il est nommé lieutenant-général le 12 juillet 1792, affecté à l'armée des Alpes en tant que commandant les départements du Cantal de la Haute-Loire et de Rhône-et-Loire. Le 20 septembre 1793 il est désigné par arrêté des représentants Dubois-Crancé et Gauthier, pour prendre le commandement des troupes chargés de soumettre Lyon, mais il refuse cette fonction à cause de ses infirmités.
Il est admis à la retraite le 13 octobre 1793.
Il meurt le 3 décembre 1819, à Perpignan.

## Sources
- (en) « Generals Who Served in the French Army during the Period 1789 - 1814: Eberle to Exelmans »
- Étienne Charavay, Correspondance général de Carnot, tome 3, imprimerie Nationale, 1897, p. 212.
- Annales de la Société d'agriculture, sciences, arts et commerce du Puy, imprimerie de Pasquet père et fils, Le Puy-en-Velay, 1826, p. 201